# Neocalyptis platytera
Neocalyptis platytera (Diakonoff, 1983) è una falena appartenente alla famiglia Tortricidae, endemica dell'isola di Sumatra, in Indonesia.